# Belvue
Belvue és una població dels Estats Units a l'estat de Kansas. Segons el cens del 2000 tenia 228 habitants.

## Demografia
Segons el cens del 2000, Belvue tenia 228 habitants, 75 habitatges, i 54 famílies. La densitat de població era de 800,3 habitants per km².
Dels 75 habitatges en un 37,3% hi vivien nens de menys de 18 anys, en un 65,3% hi vivien parelles casades, en un 4% dones solteres, i en un 28% no eren unitats familiars. En el 26,7% dels habitatges hi vivien persones soles el 13,3% de les quals corresponia a persones de 65 anys o més que vivien soles. El nombre mitjà de persones vivint en cada habitatge era de 3,04 i el nombre mitjà de persones que vivien en cada família era de 3,69.
Per edats la població es repartia de la següent manera: un 36,4% tenia menys de 18 anys, un 9,2% entre 18 i 24, un 26,8% entre 25 i 44, un 13,2% de 45 a 60 i un 14,5% 65 anys o més.
L'edat mediana era de 29 anys. Per cada 100 dones de 18 o més anys hi havia 123,1 homes.
La renda mediana per habitatge era de 35.625 $ i la renda mediana per família de 34.500 $. Els homes tenien una renda mediana de 27.222 $ mentre que les dones 22.813 $. La renda per capita de la població era de 12.200 $. Entorn del 10,7% de les famílies i el 20,7% de la població estaven per davall del llindar de pobresa.

## Poblacions més properes
El següent diagrama mostra les poblacions més properes.